# 聚元号
聚元号是一家弓箭制作店铺。

## 传承谱系
弓箭历史悠久，其中以供应皇家的为最优。随清兵入关后，在东四路口西南角特设弓箭大院，院内云集皇家弓箭铺40多家，而聚元号专供宫廷，为南大门内第一家，其匾额为乾隆皇帝御笔所题。
- 清末

清末，聚元号至第七代店主王氏，弓箭铺沦为民间作坊，生意惨淡，因王氏无心经营，故将弓箭铺变卖于全顺斋掌柜堂弟杨瑞林。其后店内产品经杨瑞林悉心制作、灵活改进，参展民国初年的巴拿马万国博览会并获奖。
- 解放初期

解放初期，历经十余年战乱，艰难维持的弓箭铺渐渐迎来曙光，聚元号弓箭畅销海内外，主要客户为外蒙古和青海。之后聚元号又参加第一批公私合营，成立了第一体育用品合作联社，即后来的北京第一体育用品厂。但是，在随后的半个世纪中，多次社会的剧烈动荡又使得北京传统弓箭制作陷于停滞，琳琅满目的弓箭堆积如山却乏人问津，聚元号的牌匾和参加巴拿马博览会的奖状等诸多祖传珍品也都被付之一炬。
- 九十年代至今

聚元号传至杨瑞林之子杨文通时，北京其它弓箭铺都已无人接续。1998年，杨文通携聚元号弓箭参加国家射箭队举行的一次射箭比赛时，引起关注。在各界人士的支持下，杨文通重新开始批量制作传统弓箭，并收三子杨福喜为徒，将弓箭制作技艺传至杨福喜。

## 制作流程及相关工具

### 使用工具
- 制弓胎工具
- 制角工具
- 铺筋工具
- 打弦工具

### 制弓流程
分为白活和画活，白活即为弓身制作，画活指弓身的彩绘装饰工作。
- 白活

①	制作弓胚
制作竹胎
截取较为平直的一段竹子，将竹子阴干一年以上。之后用火烤热竹子，对竹子进行弯曲，至圆弧形。
制作梢子
制作望把
固定望把时，需要先在望把上刷鳔胶，然后用压马和走绳将望把和竹胎用麻绳勒在一起。
②	勒牛角面子
将经过打磨、压平后的牛角面子用鳔胶固定在弓胎上。
③	铺筋
把梳理平整的牛筋用鳔胶沾湿后平铺在弓体上。
④	上板凳
将弓身反向弯曲，该过程同样需要先将弓身烤热。
- 画活

### 制箭流程
（1）	调杆
制箭前，需要先对六道木木杆进行调直。一般是用火烤热弯曲的部位，然后把木杆嵌在箭端子凹槽里掰直。
（2）	打皮
使用刮刀把木杆表面的树皮刮去。
（3）	刮杆
修正木杆粗细，保证箭身两端到中心的精确粗细比例和箭身的重心位置。
（4）	箭头和尾羽
箭头，向铁器厂订做。一般还会在箭身与箭头连接处粘连蛇皮，加固箭头，同时减少对箭身的磨损。
箭羽，目前采用鹅毛代替雕翎。羽毛直接粘贴在箭身上。

## 聚元号现状
1998年，杨文通（聚元号第九代传承人）结识徐开才（时任国家射箭队总教练）和多位弓箭专家后，聚元号开始得到多方关注。2003年，中国科技大学仪德刚教授对聚元号弓箭制作技艺进行了详细记录。2006年，就在杨文通去世几天后，聚元号入选第一批国家级非物质文化遗产名录。此后，聚元号经营逐渐步入正轨。目前，聚元号由第十代传承人杨福喜经营。鉴于之前招收的学徒都无一留下，杨福喜暂时放弃了招收徒弟的计划，准备将手艺传给其子杨燚。